# Kryptopterus limpok
Kryptopterus limpok és una espècie de peix de la família dels silúrids i de l'ordre dels siluriformes. Poden assolir fins a 26 cm de llargària total. Es troba des de Tailàndia fins a Indonèsia.